# 장현진
장현진(張玄塡,1976년 9월 27일 ~)은 대한민국의 자동차 경주 선수, 카레이서, 사업가이다.

## 학력
- 동명초등학교 졸업
- 제천중학교 졸업
- 제천고등학교 졸업
- 세명대학교 컴퓨터공학 학사

## 가족 관계
- 아버지 : 장진우 (한국JCI 제천청년회의소 20대 회장 역임)
- 어머니 : 이연규 (제천시 여성단체협의회 5대 회장 역임)
- 아들 : 장준호 - 주니어 자동차 경주 선수
- 딸 : 장정인
- 형 : 장현준 (주)브로스 최고경영자 사업가

## 생애
본관은 단양이며, 태사공파 37대손이다. 1976년 9월 27일 대한민국 충청북도 제천시에서 출생했다.
현재 경기도 수원시에 거주한다.
1988년 초등학교시절 우연히 신문광고를 본 부모님의 권유로 모형자동차 RC카 레이싱에 처음 입문했으며, 자동차에 관심을 가지게 되었다. 그 후 중학교시절 3년 동안 모형자동차 RC카 레이싱 대회에 출전하며, 자동차의 움직임 과 구조적인 원리 이해의 시발점이 되었으며 10전 9승을 하였다.
제천시 및 충청북도교육청에서 다수의 과학상, 학업상, 영재상을 받았다.
학업에 열중한 고등학교시절을 지나 군복무는 서울 송파에 위치한 육군특수전사령부 제3공수여단에서 1호차 송기석 장군 운전병으로 근무하며 만기 전역하였다. 이 후 20대에 본격적인 모터스포츠 분야의 관심을 더욱 가지며, 주식회사 브로스 법인회사를 친형 장현준과 설립하여 모터스포츠 관련사업을 시작하였고, 자체 브랜드로 자동차 계기판 제조 사업과 튜닝 샵을 시작으로 자동차 주행기록계 데이터로거(LAPTOR) 장비를 연구개발 하였으며, 아마추어 레이서로도 활동을 시작하였다. 2006년부터 KGTC 투어링A 클래스에 용마 레이싱팀으로 출전하며 프로레이스로도 활동을 하다가 2010년 서한그룹이 후원하는 퍼플모터스포트 레이싱팀에 입단하여 본격적인 프로 선수로써의 생활이 시작되었으며, 2019년부터는 서한그룹의 서한GP로 새롭게 출범하여 전속 선수로 활동 중이다.
사업분야에서는 해외 모터스포츠 사업 파트너로 이태리 알파인스타와 함께 하고 있으며, 가상 시뮬레이터를 이용한 버추어 레이싱 e스포츠 분야에도 참여하며 대한민국 모터스포츠 산업을 활성화하는데 한 몫을 하고 있다.

## 레이스 경력
- 국제 자동차 연맹(FIA) 라이센스 국제(International)_C
- 2025년 O-NE 슈퍼레이스  슈퍼 6000 클래스 4라운드 2위
- KARA 대한자동차경주협회 공인 100회 출전 13번째 센츄리 클럽 가입
- 2024년 O-NE 슈퍼레이스  슈퍼 6000 클래스 시즌 종합 1위 챔피언
- 2024년 O-NE 슈퍼레이스  슈퍼 6000 클래스 9라운드 2위
- 2024년 O-NE 슈퍼레이스  슈퍼 6000 클래스 6라운드 3위
- 2024년 O-NE 슈퍼레이스  슈퍼 6000 클래스 4라운드 1위
- 2024년 O-NE 슈퍼레이스  슈퍼 6000 클래스 3라운드 1위
- 2024년 O-NE 슈퍼레이스  슈퍼 6000 클래스 2라운드 1위
- 2023년 현대 N 페스티벌 아반테 N 7라운드 프로 클래스 2위
- 2023년 CJ 슈퍼레이스  슈퍼 6000 클래스 6라운드 2위
- 2023년 CJ 슈퍼레이스  슈퍼 6000 클래스 5라운드 2위
- 2022년 CJ 슈퍼레이스  슈퍼 6000 클래스 시즌 종합 3위
- 2022년 CJ 슈퍼레이스  슈퍼 6000 클래스 8라운드 2위
- 2022년 CJ 슈퍼레이스  슈퍼 6000 클래스 6라운드 전남GT 1위
- 2022년 CJ 슈퍼레이스  슈퍼 6000 클래스 2라운드 2위
- 2021년 CJ 슈퍼레이스 삼성화재 6000 클래스 8라운드 3위
- 2021년 CJ 슈퍼레이스 삼성화재 6000 클래스 4라운드 전남GT 1위
- 2021년 전남 GT 코리아인터내셔널 서킷 상설코스 코스레코드 1:14.771
- 2020년 CJ 슈퍼레이스 Super 6000 클래스 6라운드 2위
- 2020년 CJ 슈퍼레이스 Super 6000 클래스 2라운드 3위
- 2020년 CJ 슈퍼레이스 Super 6000 클래스 1라운드 3위
- 2020년 CJ 슈퍼레이스 SIM Racing Super 6000 2위
- 2019년 CJ 슈퍼레이스 ASA 6000 클래스 5라운드 1위
- 2019년 CJ 슈퍼레이스 ASA 6000 클래스 3라운드 2위
- 2019년 CJ 슈퍼레이스 ASA 6000 클래스 2라운드 3위
- 2018년 CJ 슈퍼레이스 캐딜락 6000 클래스 8라운드 1위
- 2018년 CJ 슈퍼레이스 캐딜락 6000 클래스 5라운드 1위
- 2017년 CJ 슈퍼레이스 GT1 클래스 시즌 통합 2위
- 2017년 CJ 슈퍼레이스 GT1 클래스 1라운드 1위
- 2016년 CJ 슈퍼레이스 GT1 클래스 6라운드 1위
- 2015년 코리아 스피드 페스티벌 KSF 현대 제네시스 쿠페10 챔피온
- 2015년 코리아 스피드 페스티벌 KSF 현대 제네시스 쿠페10 5회 우승 / 종합 1위
- 2014년 코리아 스피드 페스티벌 KSF 현대 제네시스 쿠페10 시즌 통합 3위
- 2014년 코리아 스피드 페스티벌 KSF 현대 제네시스 쿠페10 6라운드 3위
- 2014년 코리아 스피드 페스티벌 KSF 현대 제네시스 쿠페10 2,4,7라운드 2위
- 2014년 코리아 스피드 페스티벌 KSF 현대 제네시스 쿠페10 3라운드 1위
- 2013년 코리아 스피드 페스티벌 KSF 현대 제네시스 쿠페380 5라운드, 7라운드 3위
- 2012년 코리아 스피드 페스티벌 KSF 현대 제네시스 쿠페380 1라운드, 5라운드 2위
- 2011년 HANKOOK DDGT ST500 클래스 현대 제네시스 쿠페 챔피온
- 2007년 HANKOOK DDGT TT무제한급 클래스 챔피온
- 2006년 아시아 짐카나 선수권 대회 대한민국 국가 대표 선발
- 2005년 넥센타이어 드리프트 코리아 선수권 대회 1위 챔피온
- 2003년 KARF 고속 짐카나 선수권 대회 1위
- 1999년 현대자동차 티뷰론 오너스 드라이빙 스쿨 데뷔

## 인스트럭터 경력
- 2025년 현대자동차 KIC Season Track Endurance TEST
- 2025년 현대자동차 고성능 CeN PE 초고속 250kph 2,000km 내구 평가
- 2025년 세명대학교 CHARM 리더십 특별 강연 "꿈을 그려라"
- 2024년 토요타 자동차 GR Racing 클래스 치프 인스트럭터
- 2023년 현대자동차 남양 연구소 드라이빙 치프 인스트럭터
- 2023년 현대모비스 서산 주행시험장 드라이빙 치프 인스트럭터
- 2023년 넥센타이어 모터페스티벌 드라이빙 코치
- 2023년 현대자동차 고성능 NeN 초고속 250kph 2,000km 내구 평가
- 2023년 현대자동차 KIC Season Track Endurance TEST
- 2022년 현대자동차 고성능 CvGT 초고속 250kph 2,000km 내구 평가
- 2022년 현대자동차 남양 연구소 드라이빙 치프 인스트럭터
- 2022년 현대자동차 Season Track Endurance TEST
- 2021년 현대자동차 고성능 Cn7N 초고속 250kph 2,000km 내구 평가
- 2021년 현대자동차 Season Track Endurance TEST
- 2021년 현대자동차 남양 연구소 드라이빙 치프 인스트럭터
- 2020년 현대자동차 Season Track Endurance TEST
- 2019년 현대자동차 비교시승 체험 프로그램 사회자
- 2018년~2019년 현대자동차 드라이빙스쿨 Level 1,2,3
- 2018년~2019년 현대자동차 ADAS 드라이빙스쿨
- 2019년 SNOW Education Specialist Training
- 2018년 현대자동차 Deterioration Expert School
- 2018년 제천시 고교생 초청 강연
- 2018년 현대자동차 비교시승 체험 프로그램 사회자
- 2017년 군산대학교 초청 특별 강연
- 2017년 현대자동차 Accident Preparation Training
- 2017년 Daum 안전한 드라이빙테크닉 방송(10화)
- 2016년 현대자동차 비교시승 체험 프로그램 사회자
- 2016년 현대자동차 레이디 스킬업 프로그램 사회자 및 운영
- 2016년 현대자동차 N Project P1 Track TEST
- 2016년 현대자동차 Season Track Endurance TEST
- 2015년~2019년 멕라렌 / 애스턴마틴 Chief Instructor
- 2015년 SBS 더랠리스트 드라이빙 코치 방송 출연 (10화)
- 2015년 현대자동차 비교시승 체험 프로그램 운영
- 2015년 현대자동차 Researcher Driving School
- 2015년 오토타임즈 기자 (직업)단 특별 강연
- 2014년 현대자동차 벨로스터 D-Spec 트렉데이 운영
- 2013년~2019년 현대자동차 연구원 드라이빙 스쿨
- 2012년~2019년 현대자동차 Experience Training

## 참조
계기판 만들던 20대 청년에서, 전략가 챔피언이 된 장현진
서한 GP 장현진, 타이어 승부수로 핸디캡 웨이트 이겨내고 시즌 3승 선착!
2022 장현진, 슈퍼레이스 6라운드 시즌 첫 우승
넥센타이어, CJ대한통운 슈퍼레이스 챔피언십 6라운드 우승
장현진, 슈퍼레이스 5라운드 '폴 투 윈'…17랩 대역전극
ASA 6000 우승자 장현진, CJ슈퍼레이스 5라운드의 주인공은 바로 나!
서한GP 장현진, ASA6000 5전 시즌 첫 예선 1위 폴포지션
슈퍼레이스 6000클래스 8R 장현진, 잊지 못할 '폴투윈’
장현진, 슈퍼레이스 8라운드 1위
장현진 '우리가 강팀 임을 각인시키고 싶다'
캐딜락 6000, 장현진 '시즌 첫 우승'
KSF 제네시스 쿠페, 장현진 일찌감치 시즌 챔피언 등극
슈퍼레이스 GT1 장현진 개막우승..
2015 KSF 시즌 챔피언 장현진, "내년 전 라운드 우승 노린다
슈퍼레이스 카트 챔피언십서 장현진·장준호 '부자 선수' 눈길
레이싱 DNA 장현진 & 장준호